# 새타령
새타령은 전라도 민요의 하나로, 온갖 새의 모습이나 울음소리를 묘사한 중중모리 장단의 민요이다. 한자로 비조가(飛鳥歌)라고도 한다.

## 노랫말
삼월(三月) 삼짇날 연자(燕子) 날아들고

호접(蝴蝶)은 편편(翩翩)

나무 나무 속잎 나 가지 꽃 피었다 춘몽(春夢)을 떨쳐

원산(遠山)은 암암(暗暗) 근산(近山)은 중중(重重)

기암(奇巖)은 층층(層層) 메사니 울어

천리(天里) 시내는 청산(靑山)으로 돌고

이 골 물이 주르르르르르 저 골 물이 콸콸

열의 열두 골 물이 한데로 합수(合水)쳐

천방(天方)자 지방(地方)자 월턱져 굽이쳐

방울이 버큼 져 건너 병풍석(屛風石)에다

아주 꽝꽝 마주 때려

산이 울렁거려 떠나간다 어디메로 가잔 말

아마도 네로구나 요런 경개(景槪)가 또 있나
새가 날아든다 왼갖 잡새가 날아든다

새 중에는 봉황(鳳凰)새, 만수문전(萬壽門前)의 풍년(豐年)새

산고곡심(山高谷深) 무인처(無人處) 울림비조(鬱林飛鳥) 뭇새들이

농춘화답(弄春和答)에 짝을 지어 쌍거쌍래(雙去雙來) 날아든다
말 잘하는 앵무(鸚鵡)새, 춤 잘 추는 학(鶴) 두루미

소탱이 쑥국~, 앵매기 쑤리루~, 대천(大天)에 비우~ 소루기

남풍(南風) 쫓아 떨쳐 나니 구만리장천(九萬里長天) 대붕(大鵬)

문왕(文王)이 나 계시사 기산(岐山) 조양(朝陽)의 봉황(鳳凰)새

요란~ 기우~ 깊은 밤 울고 날은 공작(孔雀)이

소선(蘇仙) 적벽(赤壁) 칠월야(七月夜) 알연장명(戞然長鳴)의 백학(白鶴)이
위보규인(爲報閨人) 임 계신 데 소식(消息) 전(傳)튼 앵무(鸚鵡)새

글자를 뉘가 전(傳)하리 가인상사(佳人想思) 기러기

생증장액수고란(生憎帳額繡孤鸞)하니 어여쁠사 채난(彩鸞)새

약수(弱水) 삼천(三千) 먼먼 길 서왕모(西王母) 청조(靑鳥)새

(이하 생략)

## 같이 보기
- 아리랑
- 도라지타령
- 적벽가
- 판소리

## 참고
1. ↑  제비
2. ↑  호랑나비
3. ↑  나는 모양이 가볍고 날쌔다
4. ↑  먼 산
5. ↑  깊숙하고 고요함
6. ↑  가까운 산
7. ↑  겹겹으로 겹쳐짐
8. ↑  여러 층으로 겹겹이 쌓임
9. ↑  메아리의 방언
10. ↑  =천방지축
11. ↑  거품의 방언
12. ↑  봄의 정취에 겨워 서로 노래로 답함.
13. ↑  서로 왔다 갔다 함
14. ↑  휘장에 수놓인 난새가 외톨이인 게 싫다
15. ↑  신선이 살았다는 중국 서쪽의 전설 속의 강. 3,000리에 달한다고 전해짐